# Trevor Dunn
Trevor Roy Dunn (Eureka, 30 gennaio 1968) è un bassista statunitense.
Suona sia il basso elettrico che il contrabbasso.

## Biografia
Dunn inizia a suonare all'età di 13 anni, e all'università consegue la laurea in musica, imparando a suonare il contrabbasso durante gli studi. All'età di 18 anni forma il suo primo gruppo, i Mr. Bungle, insieme a Mike Patton alla voce, Trey Spruance alla chitarra, e Jed Watts alla batteria. La musica dei Mr. Bungle era un misto di heavy metal, hard rock, funky, ska ed altro ancora, ma Dunn dà prova di riuscire anche a cimentarsi in generi completamente diversi da quelli appena citati, come il jazz. Intorno al 1992 infatti si trasferisce a San Francisco ed inizia a suonare con musicisti jazz locali. Da quel momento in poi inizia una lunga serie di collaborazioni con vari musicisti, tra i quali vanno menzionati John Zorn per l'area jazz, mentre per l'area metal i Fantômas ed i Melvins. Ha anche formato un suo gruppo jazz, il Trevor Dunn's Trio Convulsant, gruppo con il quale ha pubblicato gli album Debutantes & Centipedes nel 1998 e Sister Phantom Owl Fish nel 2004.

## Discografia

### Con i Mr. Bungle
- 1991 - Mr. Bungle
- 1995 - Disco Volante
- 1999 - California
- 2020 - The Raging Wrath of the Easter Bunny Demo

### Con il Trevor Dunn's Trio-Convulsant
- 1998 - Debutantes & Centipedes
- 2004 - Sister Phantom Owl Fish

### Con i Fantômas
- 1999 - Fantômas
- 2001 - The Director's Cut
- 2004 - Delìrium Còrdia
- 2005 - Suspended Animation

### Con John Zorn
2000 − The Big Gundown – 15th Anniversary Special Edition
- 2001 - The Gift
- 2002 - Filmworks XII: Three Documentaries
- 2002 - Filmworks XIII: Invitation to a Suicide
- 2003 - Filmworks XIV: Hiding and Seeking
- 2006 - Astronome
- 2010 − Interzone
- 2010 − Filmworks XXIV: The Nobel Prizewinner
- 2010 − The Goddess — Music for the Ancient of Days
- 2011 − At the Gates of Paradise
- 2012 − Enigmata
- 2012 − Rimbaud
- 2012 − A Vision in Blakelight
- 2012 − The Concealed
- 2014 - Valentine's Day
- 2014 − The Last Judgment
- 2015 − The True Discoveries of Witches and Demons
- 2015 − The Song Project Live at Le Poisson Rouge
- 2017 − The Garden of Earthly Delights
- 2018 − Insurrection
- 2018 − Salem, 1692
- 2019 − The Hierophant
- 2020 - Calculus

### Con i Melvins
- 2012 - Freak Puke

### Con i Low Flying Hawks
- 2016 - Kōfuku
- 2017 - Genkaku
- 2019 - Anxious Ghosts (EP)
- 2021 - Fuyu